# Friedrich Inhauser
Friedrich Inhauser (* 14. Mai 1901 in Wien; † 27. Januar 1970 in Salzburg) war ein österreichischer Maler und Grafiker.

## Leben
Sein Vater Karl stammte aus einer niederösterreichischen Bauernfamilie, seine Mutter Emilie, geb. Kerl, kam aus dem böhmischen Erzgebirge. Der Vater verstarb 1925, noch während der Ausbildungszeit von Friedrich. Dieser besuchte die Volks- und Realschule in Wien. Nach der Matura besuchte er ein Jahr lang die Graphische Lehr- und Versuchsanstalt, danach folgte ein Studium an der Akademie der bildenden Künste Wien bei Karl Sterrer sowie bei Wilhelm Müller-Hofmann an der Wiener Kunstgewerbeschule. 1927 beendete er seine Ausbildung. Ab 1924 machte er mehrere Reisen nach Paris und London. In Paris lernte er Pablo Picasso und Fernand Léger kennen; bei letzterem konnte er einige Zeit lang arbeiten. Zwischen 1929 und 1933 folgten Reisen nach Südeuropa, Nordafrika und die Atlantischen Inseln. 1933 lebte Inhauser für kurze Zeit in Salzburg im Heffterhof in Parsch. Damaliger Besitzer des Heffterhofes war der aus München gebürtige Brauereibesitzer und Ehrenbürger der Stadt Salzburg, Ludwig Schmederer, der von 1890 bis 1927 Präsident des Salzburger Kunstvereins und bis zu seinem Tod 1935 dessen Ehrenpräsident war. 
Nach seinen eigenen Angaben trat Friedrich Inhauser im Februar 1933 in Salzburg der NSDAP bei. In einem von ihm 1935 in München ausgefüllten „Bewerbungs-Fragebogen“ hielt er fest, dass er am 25. September 1934 aus politischen Gründen bei Freilassing die deutsche Grenze überschritten habe. Er war demnach einer der Österreicher, der nach dem Verbot der NSDAP in Österreich und dem gescheiterten Putschversuch vom Juli 1934 in das „Dritte Reich“ geflüchtet waren. Finanzielle Unterstützung erhielten diese Personen durch das Flüchtlingshilfswerk der NSDAP, das von SS-Gruppenführer Alfred Rodenbücher geführt wurde. In München stellte er auch einen Antrag um Ausstellung eines Flüchtlingsausweises, der ihm Anfang Februar 1935 (Flüchtlingsnummer 1070) ausgestellt wurde. Im August desselben Jahres bezog er mit seiner um 15 Jahre älteren Verlobten Paula Waisnix, eine ins „Reich“ geflüchtete Parteigenossin aus Braunau am Inn, mietfrei ein kleines Landhaus in Gröbenzell. Im März 1936 übersiedelten beide nach Berlin. Hier kamen sie in einer Einrichtung des Flüchtlingshilfswerks in Berlin-Weißensee unter. In Berlin trennten sich die Wege von Friedrich Inhauser und Paula Waisnix und es trat Ellen Wahl, ab 1940 seine spätere Frau, in Inhausers Leben; sie war Besitzerin von drei Buchhandlungen, in denen sie u. a. Werke von Inhauser ausstellte. Die ersten Arbeiten des Künstlers in NS-Deutschland waren der Entwurf einer Plakette für die Olympischen Spiele 1936 in Berlin und die Ausgestaltung der Hanseatenhalle im olympischen Kraft durch Freude-Dorf. 1937 erhielt er die Aufnahme in die Reichskammer der bildenden Künste, Fachgruppe „Maler und Graphiker“, 1939 wurde er zusätzlich in die Fachgruppe „Gebrauchsgraphiker“ aufgenommen. Durch die nun möglichen künstlerischen Arbeiten (z. B. Ausgestaltung der Mannschaftsräume für das Panzerregiment in Potsdam, künstlerische Gestaltung der Kameradschaftsräume bei den Berliner Verkehrsbetrieben) konnte er sich wirtschaftlich konsolidieren. Ab 1. Mai 1942, war Friedrich Inhauser zur 3. Kompanie des Landesschützen-Ersatzbataillons 3 in Strausberg bei Berlin einberufen worden. An die Front kam er offensichtlich nicht, sondern er im wurde Rahmen seines Wehrdienstes mit künstlerischen Arbeiten beschäftigt. Bei Kriegsende lebten er und seine Frau Ellen in Berlin, im August 1946 wurden sie als österreichische Staatsbürger repatriiert, sie zogen nach Salzburg und lebten vorerst bei Minka Schmederer, Sängerin und Witwe nach Ludwig Schmederer. Als Friedrich Inhauser 1947/1948 um die Ausstellung eines Reisepasses ansuchte, wurden seine NSDAP-Mitgliedschaft sowie seine Aktivitäten amtsbekannt, die er jedoch in Abrede stellte. Bei der 1949 erfolgten Hauptverhandlung im Prozess gegen Friedrich Inhauser wegen unterlassener Registrierung als ehemaliges NSDAP-Mitglied vor dem Volksgericht Linz wurde er trotz eindeutiger schriftlicher Unterlagen freigesprochen. 
Ab 1957 lebte das Ehepaar in die Walserfeldsiedlung. 1948 stellte er in Salzburg ein Ansuchen um Aufnahme in den Bund Sozialistischer Akademiker, Intellektueller und Künstler (BSA), Fachverband Sozialistischer Künstler, der Mitte der 1950er Jahre wiederholt wurde. In dem damals ausgefüllten Fragebogen behauptete er ohne weitere Belege, „1940 (eine) Professur für Leistungen auf dem Forschungsgebiet der vorerwähnten Meister [süddeutsche Malerei, v. a. Altdorfer und sein Kreis] auf technischem Sektor“ bekommen zu haben.

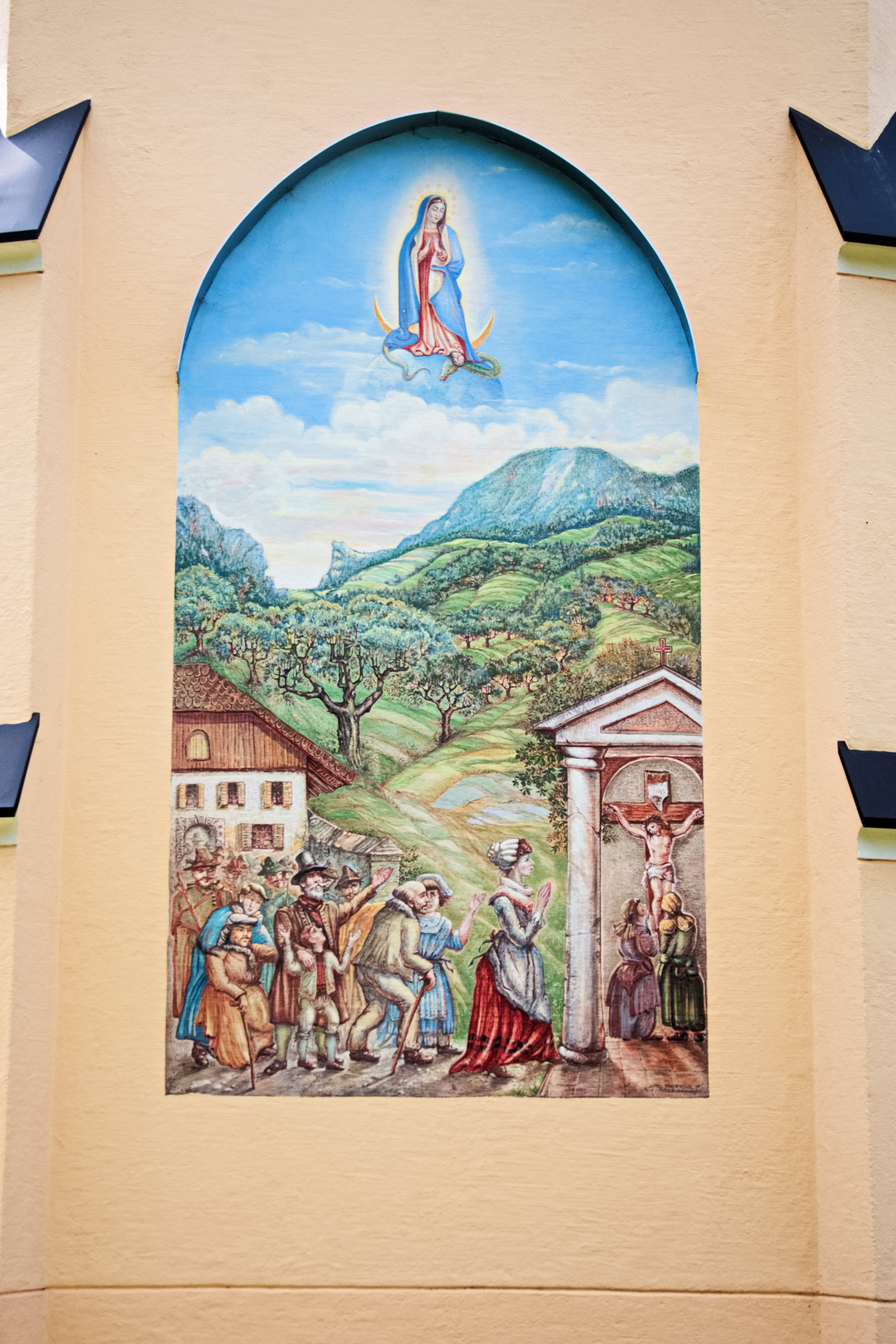
Wandgemälde auf der Außenmauer auf der Apsis-Seite der Filialkirche zum hl. Kreuz und zur hl. Elisabeth in Guggenthal

## Werk
Bereits aus dem Jahr 1920 entstammen seine frühen Arbeiten („Himmelfahrt“, „Die Seuche“, „Ebbe und Flut“). Seine erste Teilnahme an einer Kollektivausstellung des Wiener Hagenbunds fand 1927 statt und wurde 1928 in London, Paris und Den Haag fortgesetzt. 1948 erteilte ihm der Magistrat Wien den Auftrag zur Ausführung eines Großgemäldes der Stadt. In den 1950er Jahren entstanden die Gemälde „Ruinen des Kurhauses“ und „Salzburgs Wiederaufbau der im Kriege zerstörten Domkuppel MCMXLVIII“ (beide heute im Besitz des Salzburg Museums); etliche seiner Arbeiten befinden sich im öffentlichen Raum, beispielsweise die Fresken an der Kirche in Guggenthal, an einem Gemeindewohnhaus in Liefering oder an einem Ärztewohnhaus in Lehen, ein Sgraffito befindet sich an der Walser Volksschule an, auf dem eine Szene am Walser Birnbaum dargestellt ist, und ein weiteres im Eingangsbereich zum ehemaligen Gendarmerieposten in Wals-Siezenheim. Seine Frau Ellen betätigte sich als Textilkünstlerin, für sie verfertigte er großformatige Bilder auf Packpapier mit Motiven für etwa 100 Gobelins seiner Frau.

## Ausstellungen und Ehrungen
- Vom 12. bis 31. Mai 1971 eine fand eine Gedenkausstellung mit 29 seiner Werke im Museumspavillon im Mirabellgarten statt.
- 2016 fand eine Ausstellung in der Bachschmiede von Wals-Siezenheim unter dem Titel „Friedrich Inhauser. Der vielseitige Künstler.“ Statt.
- 1975 wurde einer Straße in Parsch nach ihm benannt.